# Кейт Аццопарді
Кейт Аццопарді (італ. Keith Azzopardi; 9 лютого 1978, Рабат) — мальтійський дипломат. З 17 вересня 2018 року — посол Мальти в США.

## Зовнішні посилання
- Офіційний сайт